# كالا باشا
كالا باشا (بالإنجليزية:Kalla Pasha) (مواليد 5 مارس 1879 - وفيات 10 يونيو 1933 ). مصارع أمريكي محترف وممثل سينمائي في عصر السينما الصامته وفودفيل .

## روابط خارجية
- كالا باشا على موقع IMDb (الإنجليزية)
- كالا باشا على موقع أول موفي (الإنجليزية)
- كالا باشا على موقع قاعدة بيانات الفيلم (الإنجليزية)